# Pholhanas
Miwang Pholhanas Sönam Tobgye, algemeen Pholhanas (Pholha, 1689 - 12 maart 1747), was een regent in Tibet. Tussen 1728 en 1747 was hij praktisch koning van Tibet. Pholhanas was een handig politicus en ervaren veldheer.
Pholhanas was de belangrijkste politieke persoonlijkheid van Tibet in de eerste helft van de 18e eeuw. Na de onrustige jaren onder heerschappij van Lhabzang Khan, de bloedige inval van de Dzjoengaren en de burgeroorlog, luidde zijn regering een relatief lange periode in van stabiliteit en interne en externe vrede voor Tibet.

## Herkomst
Pholhanas was een zoon van generaal Padma Gyalpo (pad ma rgyal po) en diens vrouw Drölma Buthri (sgröl ma bu khrid). Zijn vader was een ervaren krijgsman en had aan de oorlog van 1679 tot 1684 deelgenomen tegen de koning van Ladakh, Deldan Namgyal, en later aan gevechten tegen Bhutan en Nepal.
Zijn voorouders waren in het midden van de 17e eeuw lokale bestuurders in de provincie Tsang. Asum (a gsum), de grootvader van Pholhanas, had voor zijn verdiensten van Dalai Khan, de vader van Lhabzang Khan, het landgoed Pholha ten zuiden van Gyantse gekregen. Hier groeide Sönam Tobgye op. Hij was religieus en ging op jonge leeftijd naar het klooster Mindroling uit de nyingmaorde van het Tibetaans boeddhisme.

## Loopbaan onder Lhabzang Khan (1707-1717)
Kort na zijn huwelijk in 1707 reisde Pholhanas naar Lhasa, waar hij aan de heerser Lhabzang Khan werd voorgesteld. Lhabzang Khan erkende dat hij de bezitter was van de goederen die hij van zijn overleden vader had geërfd.
Pholhanas begon vervolgens een typische ambtenaarscarrière met een opleiding in het ministerie van financiën (rtsis khang) in Lhasa. Na enige jaren werd hij districtrechter in Gyantse.
In 1714 kreeg hij zijn eerste militaire opdracht. Hij voerde een militaire afdeling succesvol aan in de oorlog tegen Bhutan. Na de inval van de Dzjoengaren in Tibet nam hij in bepalende mate deel aan de organisatie van de Tibetaanse verdedigingslinies en verder aan de verdediging van de stad Lhasa.

## Tegenstand tegen het Dzjoengaarse leger (1717-1720)
Nadat Lhasa door verraad uit eigen gelederen in handen was gevallen van de Dzjoengaren, kon Pholhanas zijn toevlucht nemen in het klooster Drepung.
In de erop volgende maanden probeerden de Dzjoengaren de voormalige aanhangers van Lhabzang Khan uit de weg te ruimen. Pholhanas werd vastgenomen en met zweepslagen naakt door de straten van Lhasa gedreven. Nadat hem vijftien zweepslagen waren uitgedeeld werd hij in de gevangenis opgesloten.
Hier overleefde Pholhanas met hulp van oude vrienden die hem voorzagen van voedsel. Na tussenkomst van Tagtsepa, de Tibetaanse leider die onder de Dzjoengaren een nieuwe Tibetaanse regering had gevormd, werd Pholhanas vrijgelaten en kon hij naar Tsang terugkeren.
Pholhanas organiseerde samen met Khangchenne, die nog door Lhabzang Khan als gouverneur van Ngari was aangesteld, de tegenstand tegen de Dzjoengaren, totdat het grote leger van de Chinese keizer Kangxi te hulp schoot en in september 1720 Lhasa binnentrok.

## Werkzaamheden in de ministerraad (1721-1727)
Onmiddellijk na de intocht in Lhasa organiseerden de vertegenwoordigers van de Qing-dynastie een soort provisorische militaire regering onder leiding van generaal Yansin. Na de terugtocht van het keizerlijke leger verbleef in eerste instantie een garnizoen van 3000 troepen in Lhasa. Deze werden in 1723 afgelost. In Lhasa verbleef als vertegenwoordiger van het keizerlijke hof een amban als raadgever van de Tibetaanse regering.
De provisorische militaire regering van het keizerlijk hof werd in 1721 afgelost door een ministerraad (kashag) van drie personen onder leiding van Khangchenne die het bestuur over Ngari behield. De twee andere ministers waren Ngaphöpa Dorje Gyalpo (nga phod pa rdo rje rgyal po; ?-1728) en Lumpane Trashi Gyalpo (lum pa nas bkra shis rgyal po; ?-1728). Pholhanas werd door Khangchenne benoemd als diens persoonlijke adjudant en kreeg het bestuur over de provincie Tsang.
In 1723 werden Pholhanas en Charaba Lodrö Gyalpo (sbyar ra ba blo gros rgyal po) benoemd tot reguliere leden van de ministerraad, waardoor deze nu uit vijf leden bestond. Kenmerkend voor het nieuwe bestuur van Tibet was dat de regeringsleden als een soort vorsten de leiding hadden over hun eigen regio's (U, Tsang, Kongpo en Ngari). In hun regio's bezaten ze elk een eigen machtsbasis met eigen militair potentieel en eigen inkomstenbronnen. Dit verzwakte weliswaar de machtspositie van Tibet naar buiten toe, maar kon intern gevaar met zich meebrengen als de deelnemende leiders niet met elkaar overweg zouden kunnen.
Inderdaad bleek tussen de leden van de kashag van begin af aan een groot verschil van mening te bestaan  De spanningen leidden uiteindelijk in 1727 tot de moord op Khangchenne. Pholhanas bleef dit lot door een toevallige afwezigheid in Lhasa bespaard.

## De burgeroorlog (1727-1728)

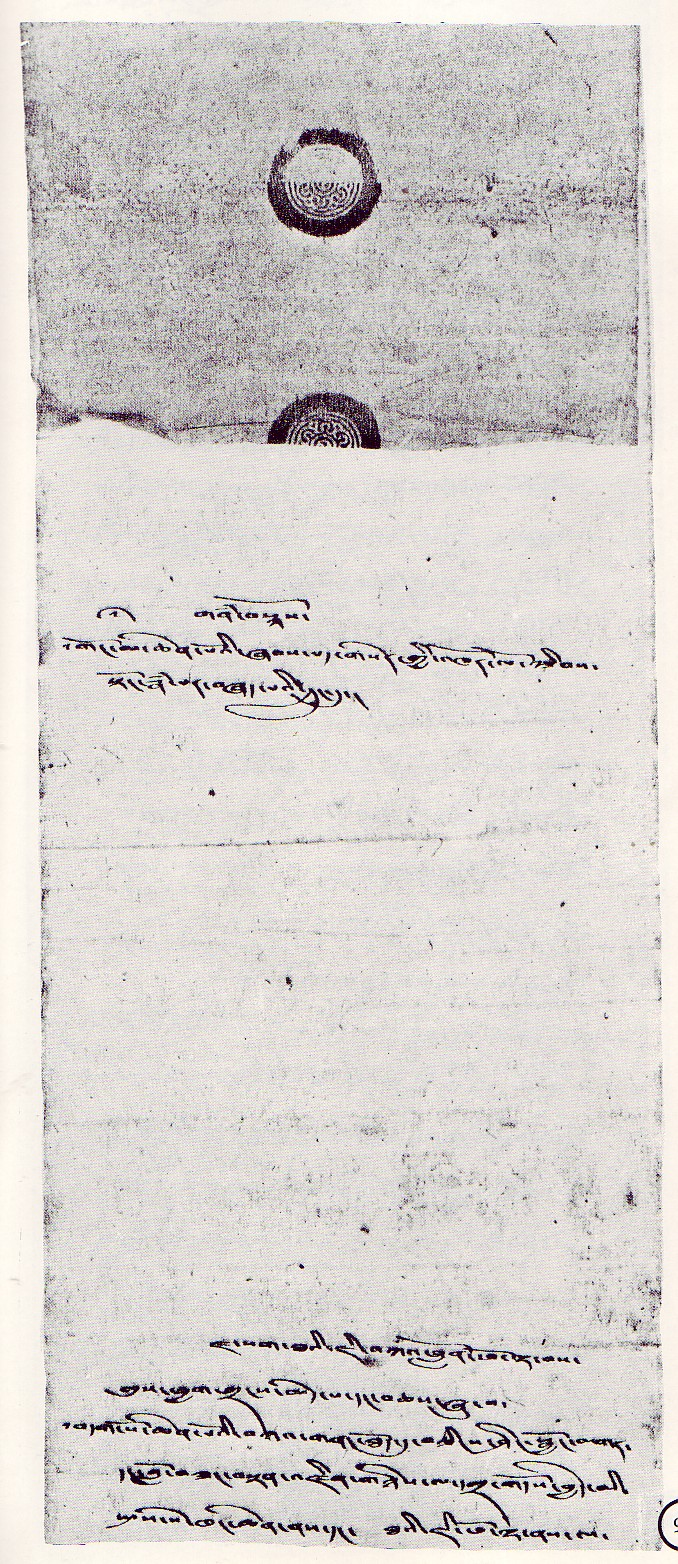
Briefbegin van Pholhanas aan keizer Yongzheng (1727)

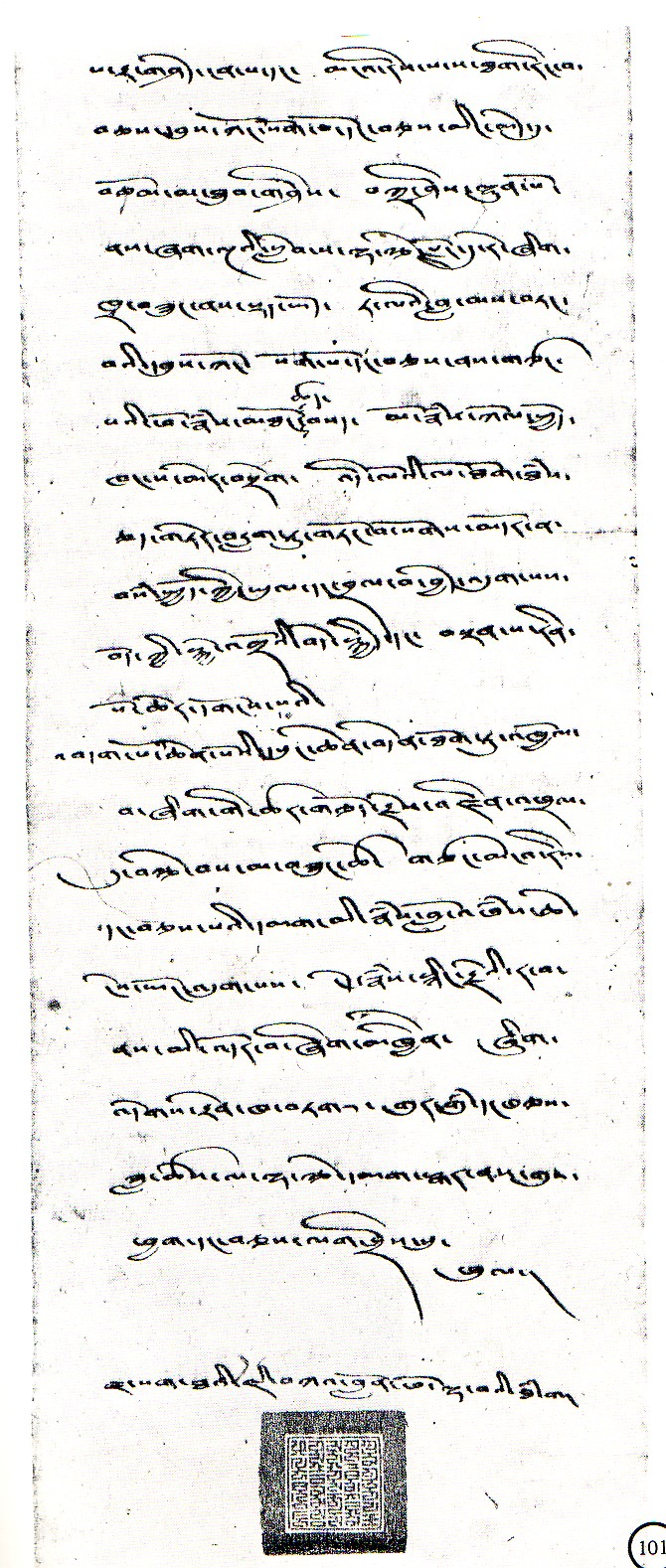
Eind van de brief van Pholhanas aan Yongzheng (1727)

Onmiddellijk na de moord op Khangchenes namen Ngaphöpa, Lumpane en Charaba met steun van Sönam Dargye (bsod nams dar rgyas), de vader van de zevende dalai lama, de macht over in Lhasa. Ze mobiliseerden de troepen uit hun provincies, voornamelijk Kongpo en U, en stuurden 300 soldaten om Pholhanas vast te nemen.
Dit mislukte en als tegenreactie stelde Pholhanas troepen samen uit de provincie Tsang en sloot hij een verbond met de broer van Khangchennes, Gashiba Tseten Trashi (dga' bzhi ba tshe brtan bkra shis), aan wie in 1725 op verzoek van Khangchenne de regering van Ngari was overgedragen. Tegelijkertijd zond hij met spoed koeriers naar China met een hulpverzoek.
Na een half jaar strijd om Gyantse (hoofdstad van Tsang) werd Ngaphöpa verslagen. Pholhanas rukte verder op naar Lhasa (hoofdstad van U) met een leger van 9000 soldaten. Hij bezette de stad en belegerde het Potala-paleis, waar zijn tegenstanders en de Chinese ambans hun toevlucht hadden genomen. Terwijl de dalai lama verzocht werd zijn toevlucht te nemen in het klooster Drepung, nam Pholhanas zijn tegenstanders gevangen op 5 juli 1728. Onmiddellijk hierna meldde hij zijn overwinning aan de Chinese keizer Yongzheng.
Toen de uitgezonden keizerlijke troepen op 4 september 1728 Lhasa binnentrokken, was de burgeroorlog inmiddels volledig beslist.
Een van de hoofdopgaven van de Chinese militairen was de berechting van de veroorzakers van de burgeroorlog. In een openlijke door de Chinese militairen georganiseerde executie werden Ngaphöpa en Lumpane aan stukken gesneden, twee geestelijken opgehangen en dertien andere veroordeelden onthoofd. Aansluitend werden eveneens alle nauwe verwanten van de veroordeelden inclusief kleine kinderen geëxecuteerd.

## Regering (1729-1735)

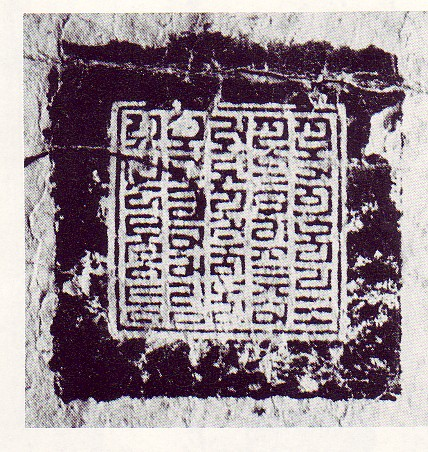
Ambtszegel van Pholhanas
verleend door Chinese keizer

Aanvankelijk mengde Peking zich sterk in de organisatie van het burgerlijk en militair bestuur van Tibet. Pholhanas kreeg opnieuw het bewind over Tsang overgedragen. Twee andere ministers, Sicö Tseten (srid gcod tshe brtan) en Tsering Wangyal (tshe ring dbang rgyal), werden benoemd om U en diens hoofdstad Lhasa te besturen. Ze stonden echter volledig onder beslissingsbevoegdheid van Pholhanas.
Naast de regering van Pholhanas werden twee vertegenwoordigers van China, ambans, gezet. Onder historici is een verschil in inschatting of zij zijn verordeningen moesten goedkeuren of dat ze slechts een observatierol in de regering hadden.
De vijfde pänchen lama werd grote bevoegdheden geschonken, die hem de facto tot landheer van het westen van Tsang maakten.
De grenzen in Oost-Tibet (1724 Amdo, 1727 Kham) werden sterk verschoven en Lhasa werd duurzaam door keizerlijke troepen bezet (in het begin 200 man ter ondersteuning van de ambans).
Onder het voorwendsel dat hij zich op een reis naar Peking begaf, werd de zevende dalai lama gedurende zes jaar naar Garthar (mgar thar) in de buurt van Litang verbannen (1728-1735). De hoofdreden daarvoor was dat zijn vader Sonam Dargye in de voorgaande intriges tegen Pholhanas een niet onwezenlijke rol had gespeeld en verre van de regering gehouden moest worden. Een andere reden zou de bedreiging van zijn veiligheid door de Dzjoengaren geweest zijn.

## Pholhanas als bestuurder(1735-1747)

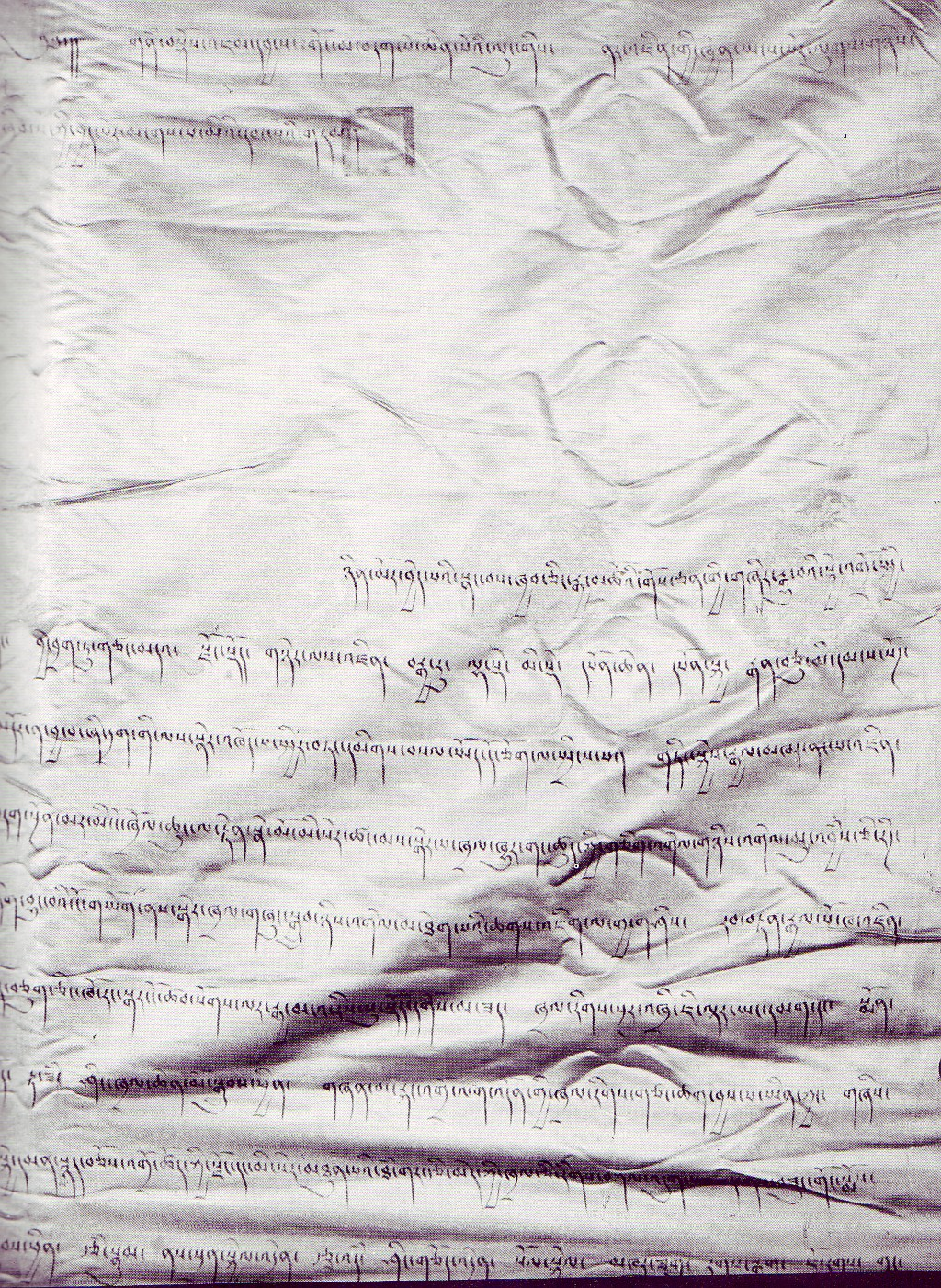
Heerseroorkonde van Pholhanas uit 1744

In de loop van de tijd kon Pholhanas zich wat  onafhankelijker opstellen. In 1733 werden de keizerlijke groepen in Lhasa tot 500 man gereduceerd, omdat zijn loyaliteit aan de Chinese keizer niet in twijfel werd getrokken.
Gelijktijdig stelde Pholhanas een Tibetaans leger samen van 15.000 man infanterie en 10.000 cavalerie, liet de grenzen bewaken, over het gehele land kazernes bouwen en organiseerde ook het postwezen in Tibet dat het officiële berichtenverkeer van Ngari naar Lhasa en van Lhasa naar Oost-Tibet zeker stelde. Dit postsysteem was naar Chinees voorbeeld georganiseerd en loste vooral het systeem in Oost-Tibet af dat door Chinezen was ingericht na hun intocht in 1720. Tijdens de regering van Pholhanas maakten Chinese functionarissen in Lhasa gebruik van dit systeem voor hun communicatie met het Chinese keizerlijk hof.
Zijn regeringstijd geldt als vredig, stabiel en welvaartsgericht.

## Opvolging
Na de dood van Pholhanas in 1747 werd diens zoon Gyurme Namgyal ('gyur med rnam rgyal) als opvolger bekrachtigd door de Chinese keizer Qianlong. Namgyal werd een paar jaar later, in 1750 door de beide ambans vermoord. Daarna kwam het tot onlusten bij de bevolking en opnieuw rukten de keizerlijke troepen aan, waarop de zevende dalai lama zelf de regering overnam.